# Maltas håndboldforbund
Malta Handball Association er det nationale håndboldforbund i Malta. Det blev dannet i 1995. Det er tilknyttet det europæiske håndboldforbund, European Handball Federation og har også et landshold.
Forbundet står for håndbold på øerne og administrerer konkurrencer. Der er i øjeblikket registreret fire klubber: Aloysians Handball Club, Kavallieri RS2 Handball Club, La Salle Handball Club og Luxol Handball Club.